# Kde je Valdík?
Kde je Valdík? nebo Kde je Valda? (v britském originále Where's Wally?, v severoamerickém vydání Where's Waldo?) je britská knižní série kreslených hříček pro děti, spočívajících v nacházení brýlatého kluka v červeno-bíle pruhovaném svetru s čepicí a hůlkou na rozsáhlé kresbě mezi davy jiných lidí. Jejím autorem je kreslíř Martin Handford.

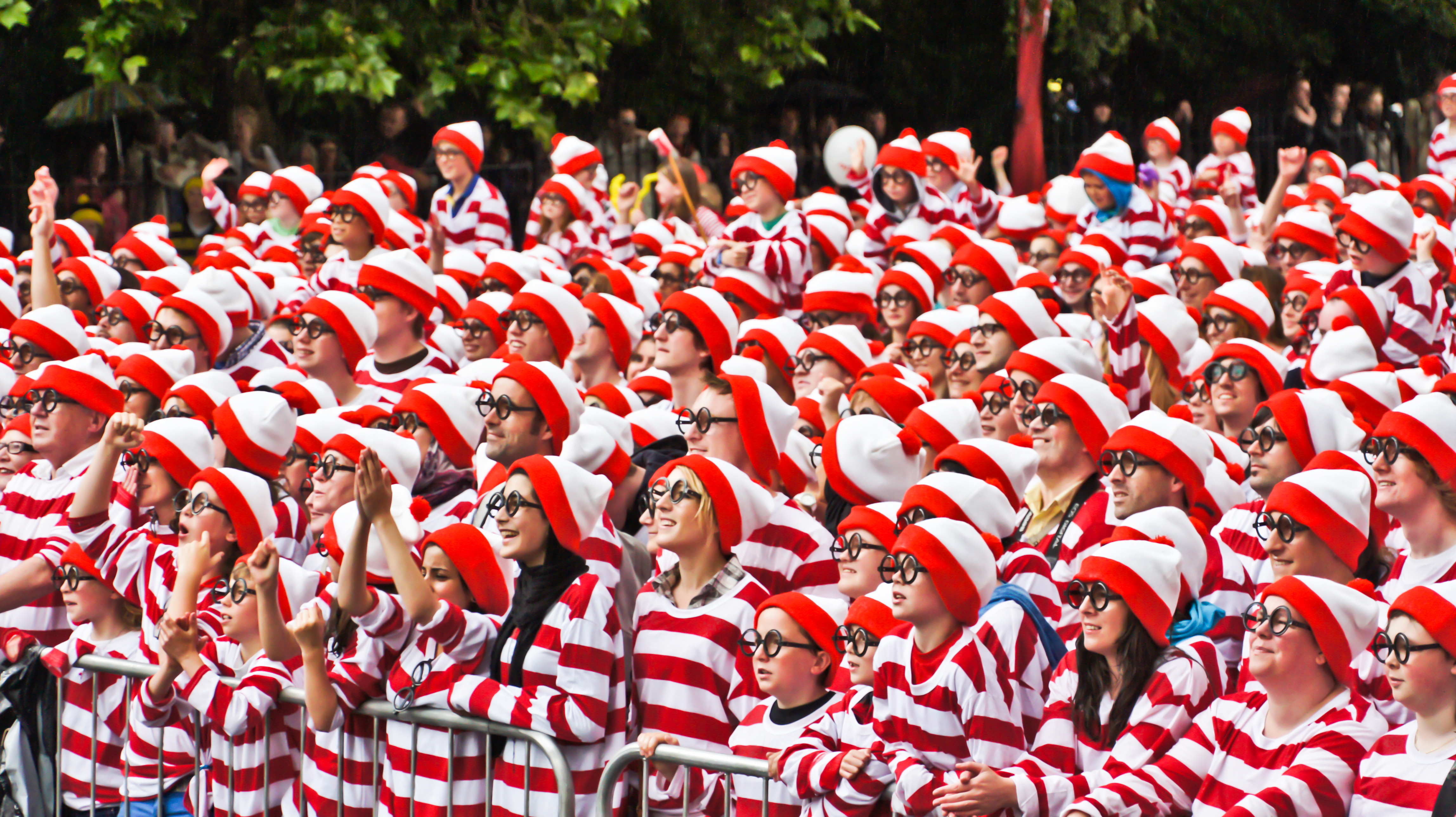
Lidé oblečení jako Wally při pokusu o rekord v červnu 2011.

První kniha vyšla v roce 1987 a brzy se stala velkým hitem. V roce 2011 The Independent uváděl, že hodnota knižní série byla vyčíslena na více než 80 milionů liber. Valdíka/Valdu postupně doplnily také další postavy, jako např. jeho kamarádka Vendy, pes Haf (Woof), čaroděj Bělovous (Whitebeard) nebo rošťák Lumpas (Odlaw).
Jeho příběhy byly vydány nejméně ve 30 jazycích, např. ve Francii se ústřední postava jmenuje Charlie, v Norsku Willy, v Chorvatsku Jura. Česky vydalo první knihu ze série nakladatelství Ando v roce 1996 pod názvem Kde je Valdík?, zatímco o deset let později vydalo jinou z knih nakladatelství Brio s názvem Kde je Valda?.

## Televize
V roce 1991 vznikl koprodukční televizní seriál Kde je Wally? (Where's Wally?) a v roce 2019 nový americký seriál Kde je Valda? (Where's Wally/Waldo?).

## Zajímavosti
- U příležitosti 1. dubna 2018 byla na Google Maps vydána aprílová minihra Where's Wally/Waldo? poskytující možnost hledání Valdy.[6][7][8]
- V souvislosti se světovou pandemií covidu-19 vzniklo několik neoficiálních počinů pohrávajících si s aplikací vyžadovaného či doporučovaného společenského odstupu.[1]